# Ваджиб
Ваджиб (араб.  واجب‎) — исламский правовой термин, означающий, что исполнение конкретного религиозного предписания необходимо, синоним термина фард.
В ханафитском суннитском мазхабе слово «ваджиб» имеет отличный смысл: это категория, расположенная между «фард» и «суннат». Это деяние, выполнение которого обязательно, но обязательность которого не так явно выражена в Коране и сунне, как действия, попадающие под категорию фард. К примеру, под категорию «ваджиб» попадает предписание, основанное на единственном хадисе (ахад) либо на аналогии; предписания-фард же основываются только на положениях Корана, хадисов-мутаватир и хадисов-машхур.
Ханафитское толкование понятия «ваджиб» предполагает, что, хотя выполнение ваджиба — богоугодное дело, а невыполнение — грех, отрицание необходимости ваджиба мусульманином не выводит его из ислама.
Примерами ваджиба являются заклание жертвенного животного, совершение ночной молитвы-витр, чтение 1-й суры «Аль-Фатиха» в молитве. Соответственно, в ханафитском мазхабе совершение молитвы без чтения суры «Аль-Фатиха» считается порицаемым (макрух), но приемлемым, тогда как учёные остальных мазхабов и течений считают, что такая молитва категорически неприемлема (харам).